# Яковлев, Александр Андреевич (боец)
Александр Андреевич Яковлев (Султан Магомедович Тихаев) (род. 18 июля 1984, Новгород) — российский спортсмен, мастер спорта по самбо, боевому самбо, вольной борьбе, рукопашному бою, профессиональный боец смешанного стиля, выступающий в полусредней весовой категории. Победитель турниров M-1 Challenge, Shooto, BodogFight, Legend, UFC.

## Биография
Александр родился 18 июля 1984 года в Новгороде. Мама — Кузнецова Любовь Валерьевна, отец — Яковлев Андрей. В 1995 отчим Тихаев Магомед привел Александра в СДЮШОР по вольной борьбе «Олимпиец» к тренеру Дмитриеву Андрею Юрьевичу, у которого Саша занимался вольной борьбой до 2002 года. Младший брат по матери — Расул Тихаев, борец вольного стиля, ныне выступает за Белоруссию, призёр чемпионата Европы.
В 2002 году Александр поступил в Санкт-Петербургский университет МВД России на очное отделение.
В 2003 году Александр познакомился с Андреем Семеновым, который и привёл Яковлева в мир смешанных единоборств.
В 2004 году в возрасте 19 лет Александр дебютировал в профессиональных смешанных единоборствах на турнире лиги М-1. Параллельно он также выступал в соревнованиях по самбо, боевому самбо, вольной борьбе и рукопашному бою, и в дальнейшем выполнил норматив мастера спорта по этим видам. После окончания университета в 2007 году, Александра в звании лейтенанта юстиции распределяют на работу в УВД по Новгородской области, где по условиям контракта он обязан был отработать 5 лет. Но через 9 месяцев расторгает контракт и увольняется из органов внутренних дел для продолжения своей спортивной карьеры.
С мая 2008 по май 2009 года проходит срочную воинскую службу во Внутренних Войсках МВД России, посёлок Лемболово, в/ч 6716.
В 2011 году Александр подписал контракт с M-1 global и начал выступать на турнирах этой организации. После истечения срока действия контракта с М-1 Яковлев не захотел продлевать его и продолжил выступать уже в других лигах. 8 ноября 2013 года на турнире «Легенда» Александр одержал победу над британским бойцом Полом Дейли, после чего подписал контракт с UFC.

## Выступление в UFC
Дебютировал в UFC 31 мая 2014 года в бой против Демиана Майи и уступил единогласным решением судей..Далее потерпел поражение от шведа Нико Мусоке также единогласным решением судей. Потом в апреле 2015 года победил Грея Мейнарда единогласным решение судей, бой проходил в рамках легкового веса. В январе 2016 года Яковлев вернулся в полусредний вес и нокаутом победил американца Джорджа Салливана. После этого в 2016 году провел еще два поединка и оба проиграл. Сначала проиграл будущему чемпиону UFC в полусреднем весе Камару Усману единогласным решением судей, а после Заку Каммингсу болевым приемом. 
20 апреля 2019 года вернулся в октагон UFC после простоя в два с половиной года. На втором российском турнире UFC в Санкт-Петербурге победил удушением бразильца Алекса да Силву. В этом бою Александр вновь вернулся в легкий вес.     

## Спортивные результаты
- Чемпионат России по боевому самбо 2009 года — ;

## Статистика в ММА
| Боёв 35  | Побед 24 | Поражений 10 |
| -------- | -------- | ------------ |
| Нокаутом | 9        | 0            |
| Сдачей   | 9        | 5            |
| Решением | 6        | 5            |
| Ничьи    | 1        | 1            |

| Результат | Рекорд  | Соперник                  | Способ                           | Турнир                                                     | Дата             | Раунд | Время | Место                      | Примечание                                            |
| --------- | ------- | ------------------------- | -------------------------------- | ---------------------------------------------------------- | ---------------- | ----- | ----- | -------------------------- | ----------------------------------------------------- |
| Поражение | 24-10-1 | Йоэль Альварес            | Болевой приём (armbar)           | UFC 254                                                    | 24 октября 2020  | 1     | 3:00  | Абу-Даби, ОАЭ              | Промежуточный вес (159.5 lb); Альварес не сделал вес. |
| Поражение | 24-9-1  | Рузвельт Робертс          | Единогласное решение             | UFC Fight Night: Zabit vs. Kattar                          | 9 ноября 2019    | 3     | 5:00  | Москва, Россия             |                                                       |
| Победа    | 24-8-1  | Алекс да Сильва Коэльо    | Сабмишн (удушение гильотина)     | UFC Fight Night: Overeem vs. Oleinik                       | 20 апреля 2019   | 2     | 3:10  | Санкт-Петербург, Россия    | Вернулся в легкий вес.                                |
| Поражение | 23-8-1  | Зак Каммингс              | Сабмишном (рычаг локтя)          | UFC Fight Night 99 — Mousasi vs. Hall 2                    | 19 ноября 2016   | 2     | 4:02  | Белфаст, Северная Ирландия |                                                       |
| Поражение | 23-7-1  | Камару Усман              | Единогласное решение             | UFC on Fox 20 — Holm vs. Shevchenko                        | 23 июля 2016     | 3     | 5:00  | Чикаго, США                |                                                       |
| Победа    | 23-6-1  | Джордж Салливан           | Нокаут                           | UFC on Fox: Johnson vs. Bader                              | 30 января 2016   | 1     | 3:59  | Нью-Джерси, США            | Вернулся в полусредний вес                            |
| Победа    | 22-6-1  | Грей Мейнард              | Единогласное решение             | UFC Fight Night: Mendes vs. Lamas                          | 4 апреля 2015    | 3     | 5:00  | Вирджиния, США             | бой в легком весе                                     |
| Поражение | 21-6-1  | Нико Мусоке               | Единогласное решение             | UFC Fight Night: Nelson vs. Story                          | 4 октября 2014   | 3     | 5:00  | Стокгольм, Швеция          |                                                       |
| Поражение | 21-5-1  | Демиан Майя               | Единогласное решение             | The Ultimate Fighter Brazil 3 Finale: Miocic vs. Maldonado | 31 мая 2014      | 3     | 5:00  | Сан-Пауло, Бразилия        | Дебют в UFC                                           |
| Победа    | 21-4-1  | Пол Дейли                 | Единогласное решение             | Легенда — Часть 2: Вторжение                               | 8 ноября 2013    | 3     | 5:00  | Москва, Россия             |                                                       |
| Победа    | 20-4-1  | Рейнальдо да Сильва       | Единогласное решение             | Fightspirit Championship 1                                 | 8 сентября 2013  | 2     | 5:00  | Колпино, Россия            |                                                       |
| Победа    | 19-4-1  | Мурад Абдулаев            | Раздельное решение               | M-1 Challenge 38                                           | 9 апреля 2013    | 3     | 5:00  | Санкт-Петербург, Россия    |                                                       |
| Поражение | 18-4-1  | Рашид Магомедов           | Единогласное решение             | M-1 Challenge 35                                           | 15 ноября 2012   | 5     | 5:00  | Санкт-Петербург, Россия    |                                                       |
| Ничья     | 18-3-1  | Шамиль Завуров            | Ничья                            | M-1 Challenge 31                                           | 16 марта 2012    | 3     | 5:00  | Санкт-Петербург, Россия    |                                                       |
| Победа    | 18-3    | Хуан Мануэль Суарес       | Технический нокаут (удары)       | M-1 Global: Fedor vs. Monson                               | 20 ноября 2011   | 2     | 3:55  | Москва, Россия             |                                                       |
| Победа    | 17-3    | Кристиан Экерлин          | Сабмишн (удушение сзади)         | M-1 Challenge 25                                           | 28 апреля 2011   | 2     | 3:14  | Санкт-Петербург, Россия    |                                                       |
| Победа    | 16-3    | Димитри Ангелов           | Сабмишн (удушение сзади)         | IM 1 — Team Saint Petersburg vs. Team France               | 18 декабря 2010  | 2     | 3:40  | Череповец, Россия          |                                                       |
| Победа    | 15-3    | Хамид Герейханов          | Сабмишн (удушение сзади)         | Draka — Governor’s Cup 2010                                | 18 декабря 2010  | 1     | N/A   | Хабаровск, Россия          |                                                       |
| Победа    | 14-3    | Ваха Тадевосян            | Сабмишн (удушение треугольником) | ProFC — Union Nation Cup 7                                 | 6 августа 2010   | 1     | 4:55  | Ростов-на-Дону, Россия     |                                                       |
| Поражение | 13-3    | Джейкоб Макклинток        | Сабмишном (рычаг локтя)          | fightFORCE — Day of Anger                                  | 28 февраля 2009  | 1     | 4:59  | Санкт-Петербург, Россия    |                                                       |
| Победа    | 13-2    | Юрий Пулаев               | Сабмишн (удушение сзади)         | Shooto Russia — Against The War                            | 26 сентября 2008 | 1     | 3:00  | Санкт-Петербург, Россия    |                                                       |
| Победа    | 12-2    | Александр Кокоев          | Сабмишн (удушение сзади)         | Bodog Fight — USA vs. Russia                               | 30 ноября 2007   | 2     | 4:43  | Москва, Россия             |                                                       |
| Победа    | 11-2    | Гигам Матевосян           | Единогласное решение             | PGM — Russia vs. Novgorod                                  | 24 ноября 2007   | 2     | 5:00  | Великий Новгород, Россия   |                                                       |
| Победа    | 10-2    | Гигам Матевосян           | Сабмишн (удушение треугольником) | PGM — Russia vs. Novgorod                                  | 28 апреля 2007   | 2     | 2:15  | Великий Новгород, Россия   |                                                       |
| Поражение | 9-2     | Карл Амуссу               | Сабмишном (рычаг локтя)          | M-1 MFC — International Mix Fight                          | 17 марта 2007    | 1     | 1:44  | Санкт-Петербург, Россия    |                                                       |
| Победа    | 9-1     | Ишхан Захарян             | Нокаут (удары)                   | M-1 — International Fight Nights 6                         | 18 ноября 2006   | 1     | 3:26  | Санкт-Петербург, Россия    |                                                       |
| Победа    | 8-1     | Андрей Симыкин            | Технический нокаут (удары)       | M-1 — Mix-Fight Tournament                                 | 16 октября 2006  | 3     | 1:40  | Санкт-Петербург, Россия    |                                                       |
| Победа    | 7-1     | Александр Гребенкин       | Технический нокаут (удары)       | M-1 MFC — New Blood                                        | 15 июня 2006     | 1     | N/A   | Санкт-Петербург, Россия    |                                                       |
| Победа    | 6-1     | Олег Глазунов             | Нокаут (удары)                   | M-1 MFC — New Blood                                        | 1 октября 2005   | 2     | 1:40  | Санкт-Петербург, Россия    |                                                       |
| Победа    | 5-1     | Данила Веселов            | Единогласное решение             | M-1 MFC — Mix-fight                                        | 10 апреля 2005   | 2     | 5:00  | Санкт-Петербург, Россия    |                                                       |
| Победа    | 4-1     | Артур Корчемный           | Технический нокаут (удары)       | CF — Champions Fight                                       | 25 февраля 2005  | 1     | 3:20  | Санкт-Петербург, Россия    |                                                       |
| Победа    | 3-1     | Дмитрий Соков             | Технический нокаут (удары)       | M-1 MFC — International Fight Nights                       | 5 февраля 2005   | 1     | 1:32  | Санкт-Петербург, Россия    |                                                       |
| Поражение | 2-1     | Магомед Тугаев            | Сабмишном (ключ на руку)         | M-1 MFC — Mix-fight                                        | 15 мая 2004      | N/A   | N/A   | Санкт-Петербург, Россия    |                                                       |
| Победа    | 2-0     | Владимир Магомедшайшафиев | Сабмишн (удушение сзади)         | M-1 MFC — Mix-fight                                        | 10 апреля 2004   | N/A   | N/A   | Санкт-Петербург, Россия    |                                                       |
| Победа    | 1-0     | Владимир Магомедшайшафиев | Технический нокаут (удары)       | M-1 MFC — Mix-fight                                        | 21 февраля 2004  | N/A   | N/A   | Санкт-Петербург, Россия    |                                                       |